# باتريك كوندون
باتريك كوندون هو كاتب كندي، ولد في 1950.